# Cantharellus cyanoxanthus
Cantharellus cyanoxanthus är en svampart som beskrevs av R. Heim ex Heinem. 1958. Cantharellus cyanoxanthus ingår i släktet Cantharellus och familjen kantareller.   Inga underarter finns listade i Catalogue of Life.